# Масляк Зіновія Зіновіївна

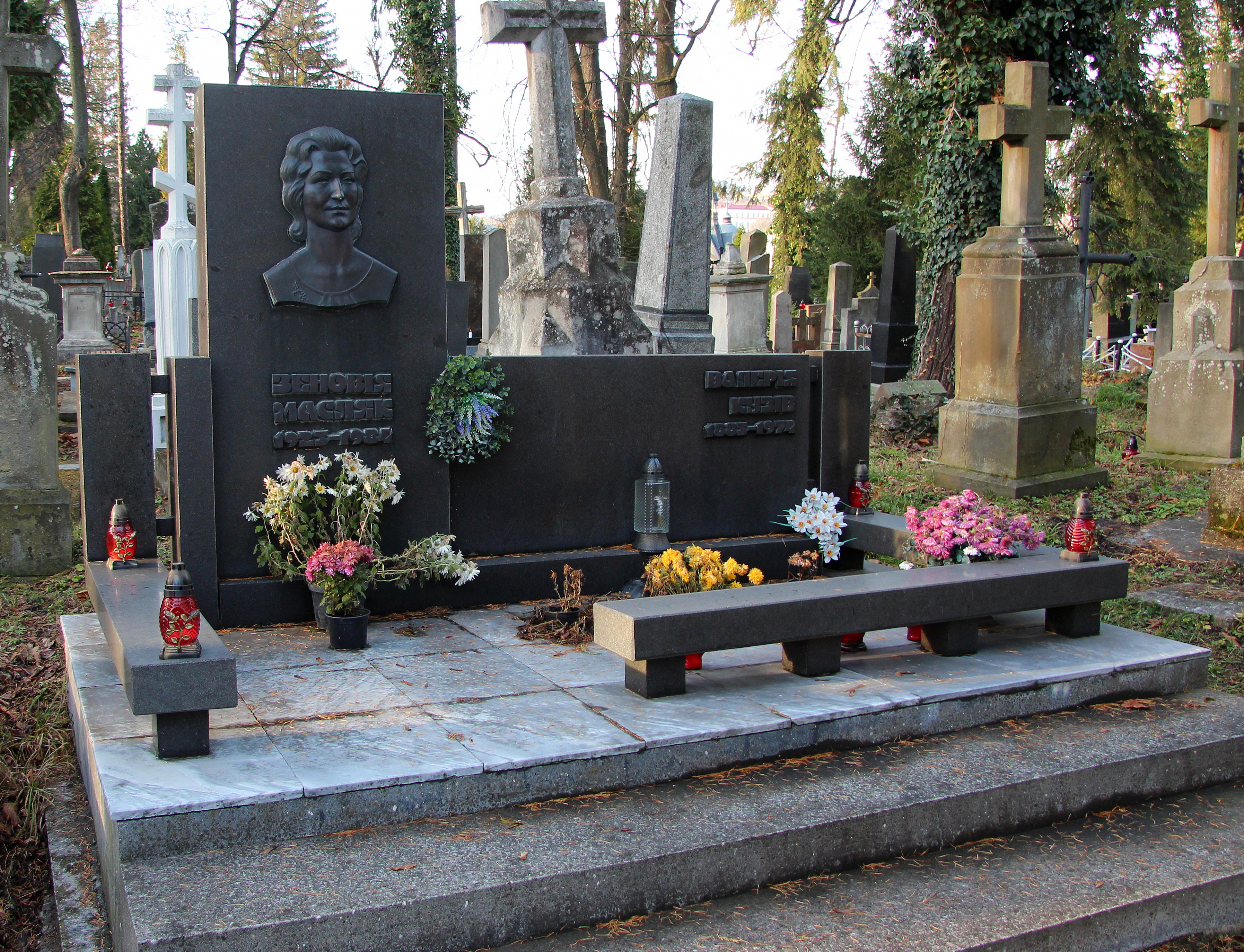
Могила мисткині

Зіновія Зіновіївна Масляк (18 листопада 1925, м. Старий Самбір, сучасна Львівська обл. — 26 березня 1984, Львів) — українська радянська художниця декоративно-прикладного мистецтва (вироби зі скла та кераміки), заслужена художниця УРСР (з 1982).
Похована на Личаківському цвинтарі (поле № 4).